# Usina Hidrelétrica de Belo Monte
A Usina Hidrelétrica de Belo Monte é uma usina hidrelétrica (UHE) brasileira da bacia do Rio Xingu, próximo ao município de Altamira, no norte do estado Pará. A capacidade instalada da usina é de 11 233 MW e sua quantidade média de geração de energia é de 4 571 MW por mês.
Sua construção durou pouco mais de 8 anos e gerou diretamente mais de 30 mil empregos. Sua hidrologia acompanha a da bacia do Sul-Sudeste, não sendo complementar a esta. Desta forma, em crises como a de 2021 a usina gera menos em momentos de seca.
Em capacidade instalada, a usina de Belo Monte é a quarta maior hidrelétrica do mundo, atrás apenas das chinesas Três Gargantas (20 300 MW) e Xiluodu (13 800 MW) e da brasileira/paraguaia Itaipu (14 000 MW), sendo a maior usina hidrelétrica inteiramente brasileira.
A UHE Belo Monte é uma usina do tipo fio d'água e não possui reservatório de acumulação de água. A usina possui dois reservatórios de regularização, com área total de 478 km², sendo 274 km² do leito original do Rio Xingu. Os dois reservatórios são o Reservatório Xingu, com 359 km², e o Reservatório Intermediário, com 119 km².
Seu custo foi estimado pela concessionária em 26 bilhões de reais, ou seja 5,7 milhões de reais por MW efetivo. O leilão para construção e operação da usina foi realizado em abril de 2010 e vencido pelo Consórcio Norte Energia com lance de R$ 77,00 por MWh. O contrato de concessão foi assinado em 26 de agosto do mesmo ano e o de obras civis em 18 de fevereiro de 2011. O início de operação da usina estava previsto para 2015, mas a primeira turbina da usina entrou em operação somente em abril de 2016.

## Compensação Ambiental
Para compensar o impacto ao meio ambiente, o consórcio Norte Energia já realizou mais de cinco mil ações nos últimos nove anos em cinco municípios da região onde se encontra Belo Monte, totalizando R$ 6,3 bilhões em investimentos.
Desde seu início, o projeto de Belo Monte encontrou forte oposição de ambientalistas brasileiros e internacionais, de algumas comunidades indígenas locais e de membros da Igreja Católica. Essa oposição levou a sucessivas reduções do escopo do projeto, que originalmente previa outras barragens rio acima e uma área alagada total muito maior. Em 2008, o CNPE decidiu que Belo Monte seria a única usina hidrelétrica do Rio Xingu.
Em 27 novembro de 2019, foi acionada a última turbina da usina, dando início à plena operação do empreendimento, tendo como capacidade total de geração 11 233 megawatts (MW) e 4 571 MW de energia assegurada, quantidade que pode ser comercializada pela empresa, que poderá atender 60 milhões de consumidores de 17 estados. Belo Monte havia exigido cerca de R$ 40 bilhões de reais em investimentos públicos e privados para ser concluída.

## Projeto
O projeto prevê a construção de uma barragem principal no Rio Xingu, localizada a 40 km acima da cidade de Altamira, no Sítio Pimental, formando o Reservatório do Xingu.  A partir deste reservatório, parte da água seria desviada por um canal de derivação de 20 km de comprimento e 200 m de largura para um reservatório intermediário, localizado a aproximadamente 50 km de Altamira na região cercada pela Volta Grande do Xingu. (O projeto original previa dois canais de derivação, mas foi alterado em 2009 para um canal apenas.) Este reservatório seria criado fechando os escoadouros da região por 27 diques menores. Toda a área dos reservatórios é de 516 km², dividida entre os municípios de Vitória do Xingu (248 km²), Brasil Novo (0,5 km²)  e Altamira (267 km²). A área a ser alagada é apenas parte desse total, pois este inclui a calha atual do Rio Xingu.
O vertedouro principal fica na barragem do Sítio Pimental, com vinte comportas de 20 m × 22,3 m, com vazão máxima total de 62 000 m³/s. Nesse local está prevista também uma escada para peixes para permitir a piracema. (O projeto original previa um vertedouro complementar no Sítio Bela Vista, entre o Reservatório Intermediário e o Xingu, que foi eliminado em 2009.)
A usina vai ter duas casas de força. A casa de força principal será construída no Sítio Belo Monte, pouco a montante da vila de mesmo nome. Ela terá dezoito turbinas hidráulicas tipo Francis com potência instalada total de 11 000 MW e vazão total de 13 950 m³/s. Embora a barragem principal tenha apenas 35 m de altura, o declive natural do rio no trecho de vazão reduzida faz com que a queda líquida (o desnível total da água entre os reservatórios e a saída das turbinas) seja de 87 m. A casa de força complementar será construída junto à barragem principal, no Sítio Pimental, e terá seis turbinas de tipo bulbo com potência total instalada de 233,1 MW, queda líquida de 11,4 m e vazão total turbinada de 2 268 m³/s.
O trecho de cerca de 100 km do Rio Xingu entre o Reservatório do Xingu e a casa de força principal terá a vazão reduzida em decorrência do desvio pelo canal. Foi estabelecido um hidrograma para a operação da barragem que garante para este trecho de vazão reduzida um nível mínimo da água, variável ao longo do ano, a fim de assegurar a navegabilidade do rio e condições satisfatórias para a vida aquática.

## Cronologia
- 1975: iniciados os Estudos de Inventário Hidrelétrico da Bacia Hidrográfica do Rio Xingu.[21]
- 1980: a Eletronorte começa a fazer estudos de viabilidade técnica e econômica do chamado Complexo Hidrelétrico de Altamira, formado pelas usinas de Babaquara e Kararaô.[21]
- 1989: durante o 1º Encontro dos Povos Indígenas do Xingu, realizado em fevereiro em Altamira (PA), a índia Tuíra Kayapó, em sinal de protesto, levanta-se da plateia e encosta a lâmina de seu facão no rosto do presidente da Eletronorte, José Antônio Muniz, que fala sobre a construção da usina Kararaô (atual Belo Monte). A cena é reproduzida em jornais e torna-se histórica. O encontro teve a presença do cantor Sting. O nome Kararaô foi alterado para Belo Monte em sinal de respeito aos índios.[21]
- 1994: O projeto é remodelado para tentar agradar ambientalistas e investidores. Uma das mudanças preserva a Área de Proteção Indígena Paquiçamba de inundação.[21]
- 2001: divulgado um plano de emergência de US$ 30 bilhões para elevar a oferta de energia no país, o que inclui a construção de quinze usinas hidrelétricas, entre elas, Belo Monte. A Justiça Federal determina a suspensão dos Estudos de Impacto Ambiental (EIA) da usina.[21]
- 2002: contratada uma consultoria para definir a forma de venda do projeto de Belo Monte.[21] O presidente Fernando Henrique Cardoso critica ambientalistas e diz que a oposição à construção de usinas hidrelétricas atrapalha o País. O candidato à presidência Luiz Inácio Lula da Silva lança um documento intitulado O Lugar da Amazônia no Desenvolvimento do Brasil, que cita Belo Monte e diz que "a matriz energética brasileira, que se apoia basicamente na hidroeletricidade, com megaobras de represamento de rios, tem afetado a Bacia Amazônica".[21]
- 2006: o processo de análise do empreendimento é suspenso e impede que os estudos sobre os impactos ambientais da hidrelétrica prossigam até que os índios afetados pela obra fossem ouvidos pelo Congresso Nacional.[21]
- 2007: durante o Encontro Xingu para Sempre, índios entram em confronto com o responsável pelos estudos ambientais da hidrelétrica, Paulo Fernando Rezende, que recebe um corte no braço. Após o evento, o movimento elabora e divulga a Carta Xingu Vivo para Sempre, que especifica as ameaças ao Rio Xingu e apresenta um projeto de desenvolvimento para a região e exige sua implementação pelas autoridades públicas. O Tribunal Regional Federal da 1ª Região, de Brasília, autoriza a participação das empreiteiras Camargo Corrêa (atual Mover Participações), Odebrecht (atual Novonor) e Andrade Gutierrez nos estudos de impacto ambiental da usina.[21]
- 2009: a Justiça Federal suspende licenciamento e determina novas audiências para Belo Monte, conforme pedido do Ministério Público. O IBAMA volta a analisar o projeto e o governo depende do licenciamento ambiental para poder realizar o leilão de concessão do projeto da hidrelétrica, previsto para 21 de dezembro.  O secretário do Ministério de Minas e Energia, Márcio Zimmermann, propõe que o leilão seja adiado para janeiro de 2010.[21]
- 2010: a licença é publicada em 1º de fevereiro.[21] O leilão foi realizado em 20 de abril, sendo vencedor o Consórcio Norte Energia S/A[10] com lance de R$ 77,00 por MWh.[19] Em 26 de agosto é assinado o contrato de concessão.[10]
- 2011: em 26 de janeiro, o IBAMA concede à Norte Energia uma licença válida por 360 dias para a construção da infraestrutura que antecede a construção da usina.[22][23]  Em 18 de fevereiro é assinado o contrato das obras civis.[10] Em 1º de junho o IBAMA concede a licença de instalação.
- 2015: em outubro, o consórcio Norte Energia informou que o início de operação não ocorreria em novembro devido a um atraso no Sítio Pimental, uma das casas de força da usina e que seria a primeira a entrar em operação. Segundo o consórcio, o atraso ocorreu devido à falta da Licença de Operação (LO), expedida pelo Ibama.[24]
- 2016:
  - fevereiro: iniciou-se a operação da primeira turbina da usina, em caráter de testes, com previsão de operação comercial até o início de março.[25]
  - abril: início da operação comercial do Empreendimento com a liberação das Unidades Geradoras 01 das Casas de Força Principal e Complementar pela ANEEL.[11]
  - maio: inauguração da UHE Belo Monte, no dia 5.[11]
  - junho: início da operação comercial da segunda Unidade Geradora da Casa de Força Complementar do empreendimento, no Sítio Pimental.[11]
  - julho: a segunda Unidade Geradora da Casa de Força Principal, no Sítio Belo Monte é integrada ao Sistema Interligado Nacional (SIN) e a geração comercial nesta máquina é autorizada pela ANEEL.[11]
  - agosto: autorização da ANEEL para operação comercial da terceira Unidade Geradora na Casa de Força Complementar, no Sítio Pimental, totalizando cinco turbinas em operação.[11]
  - novembro: início da operação comercial da Unidade Geradora 03 da Casa de Força Principal e da Unidade Geradora 04 da Casa de Força Complementar.[11]
- 2017:
  - janeiro: início da operação comercial da Unidade Geradora 04 da Casa de Força Principal e das Unidades Geradoras 05 e 06 da Casa de Força Complementar. Dessa forma, a Casa de Força Complementar está 100% em operação.[11]
  - abril: início da Operação Comercial da Unidade Geradora 05 da Casa de Força Principal, liberando mais 611,1 MW ao SIN.[11]
  - julho: início da Operação Comercial da Unidade Geradora 06 da Casa de Força Principal.[11]
  - outubro: início da Operação Comercial da Unidade Geradora 07 da Casa de Força Principal, totalizando em 2017 o potencial instalado para Operação Comercial de 4.510,57 MW.[11]
- 2018:
  - fevereiro: início da Operação Comercial da Unidade Geradora 08 da Casa de Força Principal.[11]
  - junho: início da Operação Comercial da Unidade Geradora 09 da Casa de Força Principal.[11]
  - outubro: início da Operação Comercial da Unidade Geradora 10 da Casa de Força Principal.[11]
  - novembro: início da Operação Comercial da Unidade Geradora 11 da Casa de Força Principal.[11]
  - dezembro: início da Operação Comercial da Unidade Geradora 12 da Casa de Força Principal. UHE Belo Monte alcança um total de 7 566,3 MW de potência instalada - sendo 7 333,2 MW da Casa de Força Principal e 233,1 MW da Casa de Força Complementar, em Pimental.[11]

## Leilão

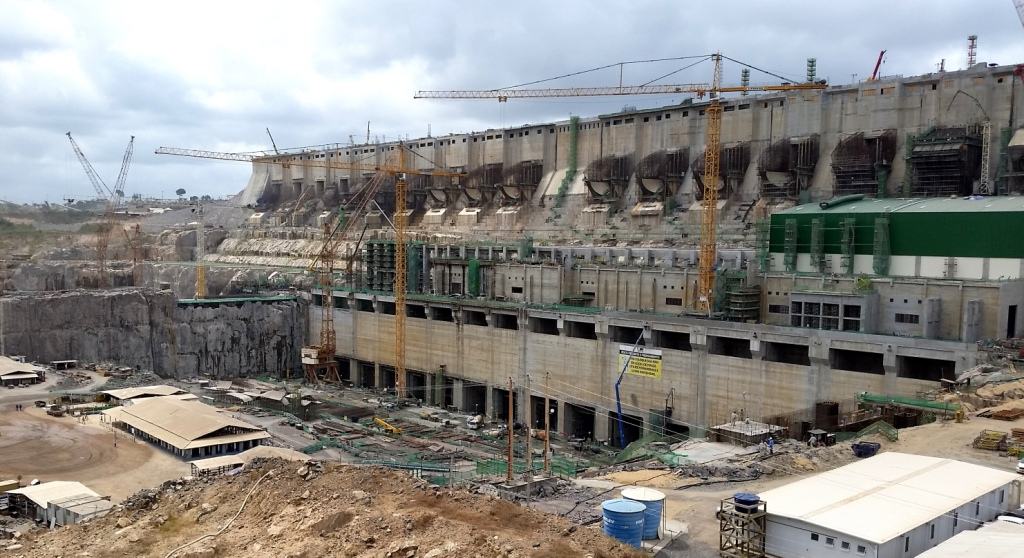

O leilão para definição do construtor da Usina de Belo Monte estava previsto para ocorrer em 21 de dezembro de 2009. Remarcado para o dia 20 de abril de 2010, houve a primeira suspensão, conforme liminar da Justiça Federal do Pará a partir de recomendação do Ministério Público Federal paraense que aponta irregularidades no empreendimento. O Ministério Público paraense também move outra ação pública,  que pretende derrubar a licença ambiental concedida à obra. O diretor de licenciamento do Ibama, Pedro Alberto Bignelli, entretanto, defende que a construção de Belo Monte não atinge diretamente as terras indígenas da região, o que contraria a decisão judicial que suspendeu a realização do leilão e determina que o Ibama conceda uma nova licença prévia ao empreendimento.
No dia 16 de abril de 2010, o Tribunal Regional Federal da 1.ª Região acatou recurso da Advocacia-Geral da União - que havia recorrido um dia antes - e anulou a liminar que suspendia o leilão. Portanto, a data de 20 de abril estava mantida, e o leilão ainda corria risco.
No dia 19 de abril de 2010, houve uma nova suspensão, conforme decisão do juiz Antonio Carlos Almeida Campelo que concedeu a liminar a partir de pedido do Ministério Público Federal. O juiz também mandou cancelar a licença prévia da obra e ressalta que a falta de dados sobre o projeto fere o princípio jurídico da precaução.
No dia seguinte, o dia do leilão, a Justiça cassou a liminar da suspensão. O advogado-geral da União, Luis Inácio Adams, disse entretanto que os processos judiciais contra a construção da usina não devem terminar com o leilão.
O leilão foi realizado em 10 minutos, em plena indefinição de uma nova liminar suspensiva, e foi vencido pelo que ofereceu menor preço oferecido pela energia elétrica da futura usina.
Em abril de 2010, o governo brasileiro enfrentaria, pelo menos, quinze questionamentos judiciais sobre a viabilidade econômica da obra e os impactos sociais e ambientais na região, sendo treze deles impetrados pelo Ministério Público Federal paraense. Ainda assim, o governo federal garante que, se preciso, construirá a usina sozinho.
Em 18 de fevereiro de 2011, a Nesa (Norte Energia S.A.) assinou o contrato com o consórcio vencedor no valor de R$ 13,8 bilhões para construção da usina, esperando obter um financiamento de R$ 19 bilhões para a obra orçada em R$ 25 bilhões.
Belo Monte deveria começar a operar em fevereiro de 2015, mas as obras seguirão até 2019.

### Consórcios
Dois consórcios disputaram Belo Monte. O primeiro, chamado de Norte Energia, foi formado por nove empresas (Chesf, Queiroz Galvão, Gaia Energia e Participações, Galvão Engenharia, Mendes Energia, Serveng, J Malucelli Construtora, Contern Construções e Cetenco Engenharia).
O segundo, chamado de Belo Monte Energia, contou com Furnas, Eletrosul, Andrade Gutierrez, Vale, Neoenergia e Companhia Brasileira de Alumínio. Assim, a presença estatal mostra-se forte na montagem dos consórcios, com as subsidiárias da Eletrobras em comando dos grupos com quase 50% de participação, enquanto a fatia das empresas privadas não supera 12,75%.
Antes do último adiamento do leilão, as empresas CSN, Gerdau e Alcoa haviam anunciado o interesse de fazer parte de consórcios estabelecidos a partir de parcerias estratégicas do empreendimento, já que, entre outros detalhes, irão usufruir da energia em unidades produtivas instaladas no Pará.
As empresas Odebrecht (atual Novonor) e Camargo Corrêa (atual Mover Participações) desistiram do leilão por temerem não lucrar com a empreitada.
Em julho de 2011, a Vale, embora tenha participado do grupo perdedor do leilão, passou a ser sócia da usina ao ocupar 9% da participação deixada pela Gaia, subsidiária do Grupo Bertin. A mineradora possui vários projetos próximos a Belo Monte.
Para garantir a realização do leilão, foi determinado que o BNDES deve financiar 80% da obra em 30 anos, e o custo da obra foi reavaliado em R$ 19 bilhões, mas empresas do setor privado estimam que a obra deve custar cerca de R$ 30 bilhões.
Atualmente, após recomposição acionária do consórcio vencedor, com a saída de sócios, a Norte Energia é composta por: Eletronorte (19,98%), Eletrobrás (15%), Chesf (15%), os fundos de pensão Petros (10%) e Funcef (10%), as Sociedades de Propósito Específico Belo Monte Participações S.A. (Neoenergia S.A., 10%), Amazônia Energia S.A. (Cemig e Light, 9,77%), Aliança Norte Energia S.A. (Vale e Cemig, 9%), a Siderúrgica Norte Brasil S.A. – Sinobras (1%) e J. Malucelli Energia S.A. (0,25%). De acordo com o relatório da empresa, os sócios desembolsaram 12 bilhões – apenas 31,1% do investimento total. Quase 70% do investimento (68,9%) veio do financiamento do BNDES.

## Impactos da obra
Há opiniões conflitantes sobre a construção da usina. As organizações sociais têm convicção de que o projeto tem graves problemas e lacunas na sua formação.
O movimento contrário à obra, encabeçado por ambientalistas e acadêmicos, defende que a construção da hidrelétrica irá provocar a alteração do regime de escoamento do rio, com redução do fluxo de água, afetando a flora e fauna locais e introduzindo diversos impactos socioeconômicos. Um estudo formado por quarenta especialistas e 230 páginas defende que a usina não é viável dos pontos de vista social e ambiental.
Outro fator que pesa nas argumentações contra a construção é que a obra irá inundar permanentemente os igarapés Altamira e Ambé, que cortam a cidade de Altamira, e parte da área rural de Vitória do Xingu. A vazão da água à jusante do barramento do rio em Volta Grande do Xingu será reduzida e o transporte fluvial até o Rio Bacajá (um dos afluentes da margem direita do Xingu) será interrompido. Atualmente, este é o único meio de transporte para comunidades ribeirinhas e indígenas chegarem até Altamira, onde encontram médicos, dentistas e fazem seus negócios, como a venda de peixes e castanhas.
A alteração da vazão do rio, segundo os especialistas, altera todo o ciclo ecológico da região afetada que está condicionado ao regime de secas e cheias. A obra irá gerar regimes hidrológicos distintos para o rio. A região permanentemente alagada deverá impactar na vida de árvores, cujas raízes irão apodrecer. Estas árvores são a base da dieta de muitos peixes. Além disto, muitos peixes fazem a desova no regime de cheias, portanto, estima-se que na região seca haverá a redução nas espécies de peixes, impactando na pesca como atividade econômica e de subsistência de povos indígenas e ribeirinhos da região.
De resto, as análises sobre o Estudo de Impacto Ambiental de Belo Monte feitas pelo Painel de Especialistas, que reúne pesquisadores e pesquisadoras de renomadas universidades do país, apontam que a construção da hidrelétrica vai implicar um caos social que seria causado pela migração de mais de 100 mil pessoas para a região e pelo deslocamento forçado de mais de 20 mil pessoas. Tais impactos, segundo o Painel, são acrescidos pela subestimação da população atingida e pela subestimação da área diretamente afetada.
Segundo documento do Centro de Estudos da Consultoria do Senado, que atende políticos da Casa, o potencial hidrelétrico do país é subutilizado e tem o duplo efeito perverso de levar ao uso substituto da energia termoelétrica - considerada "energia suja" e de gerar tarifas mais caras para os usuários, embora o uso da energia eólica não tenha sido citada no relatório. Por outro lado, o Ministério de Minas e Energia defende o uso das termoelétricas para garantir o fornecimento, especialmente em períodos de escassez de outras fontes.
O caso de Belo Monte envolve a construção de uma usina sem reservatório e que dependerá da sazonalidade das chuvas. Por isso, para alguns críticos, em época de cheia a usina deverá operar com metade da capacidade, mas, em tempo de seca, a geração pode ir um pouco abaixo de 4,5 mil MW, o que somado aos vários passivos sociais e ambientais coloca em xeque a viabilidade econômica do projeto.
Em 2013, o Diretor de Construção da Norte Energia, Antônio Kelson Elias Filho, revelou que durante a obra foram descobertos traços de ouro em diversas rochas do sítio Belo Monte, mas para impedir que a usina fosse atrasada por uma corrida do ouro - Belo Monte fica a 400 quilômetros do exemplo mais conhecido do Brasil, Serra Pelada, e o sítio de Pimental fica a dez quilômetros da maior mina de ouro a céu aberto do Brasil, Belo Sun - o poço do possível cheio de ouro foi coberto de concreto.

### Relatório do IBAMA
O Relatório de Impacto Ambiental, encomendado pela Eletrobras e efetuado pela Andrade Gutierrez, Camargo Corrêa (atual Mover Participações), Odebrecht (atual Novonor) e Leme Engenharia, listou os impactos da hidrelétrica:
- Geração de expectativas quanto ao futuro da população local e da região;
- Geração de expectativas na população indígena;
- Aumento da população e da ocupação desordenada do solo;
- Aumento da pressão sobre as terras e áreas indígenas;
- Aumento das necessidades por mercadorias e serviços, da oferta de trabalho e maior movimentação da economia;
- Perda de imóveis e benfeitoras com transferência da população na área rural e perda de atividades produtivas;
- Perda de imóveis e benfeitoras com transferência da População na área urbana e perda de atividades produtivas;
- Melhorias dos acessos;
- Mudanças na paisagem, causadas pela instalação da infraestrutura de apoio e das obras principais;
- Perda de vegetação e de ambientes naturais com mudanças na fauna, causada pela instalação da infra-estrutura de apoio e obras principais;
- Aumento do barulho e da poeira com incômodo da população e da fauna, causado pela instalação da infraestrutura de apoio e das obras principais;
- Mudanças no escoamento e na qualidade da água nos igarapés do trecho do reservatório dos canais, com mudanças nos peixes;
- Alterações nas condições de acesso pelo Rio Xingu das comunidades Indígenas à Altamira, causadas pelas obras no Sítio Pimental;
- Alteração da qualidade da água do Rio Xingu próximo ao Sítio Pimental e perda de fonte de renda e sustento para as populações indígenas;
- Danos ao patrimônio arqueológico;
- Interrupção temporária do escoamento da água no canal da margem esquerda do Xingu, no trecho entre a barragem principal e o núcleo de referência rural São Pedro durante 7 meses;
- Perda de postos de trabalho e renda, causada pela desmobilização de mão de obra;
- Retirada de vegetação, com perda de ambientes naturais e recursos extrativistas, causada pela formação dos reservatórios;
- Mudanças na paisagem e perda de praias e áreas de lazer, causada pela formação dos reservatórios;
- Inundação permanente dos abrigos da Gravura e Assurini e danos ao patrimônio arqueológico, causada pela formação dos reservatórios;
- Perda de jazidas de argila devido à formação do reservatório do Xingu;
- Mudanças nas espécies de peixes e no tipo de pesca, causada pela formação dos reservatórios;
- Alteração na qualidade das águas dos igarapés de Altamira e no reservatório dos canais, causada pela formação dos reservatórios;
- Interrupção de acessos viários pela formação do reservatório dos canais;
- Interrupção de acessos na cidade de Altamira, causada pela formação do Reservatório do Xingu;
- Mudanças nas condições de navegação, causada pela formação dos reservatórios;
- Aumento da quantidade de energia a ser disponibilizada para o Sistema Interligado Nacional – SIN;
- Dinamização da economia regional;
- Interrupção da navegação no trecho de vazão reduzida nos períodos de seca;
- Perda de ambientes para reprodução, alimentação e abrigo de peixes e outros animais no trecho de vazão reduzida;
- Formação de poças, mudanças na qualidade das águas e criação de ambientes para mosquitos que transmitem doenças no trecho de vazão reduzida;
- Prejuízos para a pesca e para outras fontes de renda e sustento no trecho de vazão reduzida.

#### Autorização
Em 26 de janeiro de 2011, o IBAMA deu a "autorização de supressão de vegetação" ao Consórcio Norte Energia. O início dessas obras infraestruturais antecedem a construção de Belo Monte. O procedimento envolve a autorização para o desmatamento de 238,1 hectares, sendo 64,5 hectares localizados em Área de Preservação Permanente (APP). O órgão, porém, define que o consórcio terá de recompor a quantidade desmatada da APP, bem como condicionou que o processo de desmate não seja feito com uso do fogo e não sejam feitos descartes em aterros e mananciais hídricos. A emissão da licença aconteceu após reuniões com órgãos públicos, índios citadinos, índios jurunas, associações de moradores e representantes de pescadores, além de uma vistoria técnica realizada em novembro de 2010.
A autorização permite que o consórcio inicie o procedimento de acampamento, canteiro industrial e área de estoque de solo e madeira.
O Ministério Público Federal no Pará, no entanto, não teve acesso ao documento integral emitido pelo IBAMA, contrariando recomendação de que as licenças não devem ser fragmentadas com a finalidade de acelerar o licenciamento. Ainda de acordo com o ministério, as condicionantes da Licença Prévia 342/2010 não foram resolvidas de acordo com o previsto, o que não assegura a legalidade do procedimento.

### Receptividade ao projeto

#### Histórico
Cenas públicas de tensão fizeram parte da história da idealização do projeto.
Em agosto de 2001, o coordenador do Movimento pela Transamazônica e do Xingu, Ademir Federicci, foi morto com um tiro na boca enquanto dormia ao lado da esposa e do filho caçula, após ter participado de um debate de resistência contra a Usina de Belo Monte. Ameaçada de morte desde 2004, a coordenadora do Movimento de Mulheres do Campo e da Cidade do Pará e do Movimento Xingu Vivo para Sempre, Antônia Melo, também é contrária à instalação da usina e não sai mais às ruas. Ela acredita que a usina, que inicialmente seria chamada de Kararaô, é um projeto mentiroso e que afetará a população de maneira irreversível, "um crime contra a humanidade". Segundo ela, nove povos indígenas, ribeirinhos e trabalhadores da agricultura familiar, por exemplo, serão expulsos para outras regiões. A alternativa seria, segundo ela, um desenvolvimento sustentável, que não tivesse tantas implicações.
Em 20 de maio de 2008, índios feriram um engenheiro da Eletrobras durante um debate.
Em 29 de setembro de 2009 foi publicado um painel de especialistas, realizado por quarenta pesquisadores de diversas Universidades e Institutos de pesquisa principalmente brasileiros. O painel de 230 páginas abrange aspectos sociais, econômicos, culturais, de saúde, educação, segurança, das tribos indígenas locais, hidrológicas, de viabilidade técnica e econômica, de ameaças à fauna aquática e à biodiversidade. Conclui de modo geral a inviabilidade da usina e excessivos custos sociais e ambientais associados a ela.
Em dezembro de 2009, o Ministério Público do Pará promoveu uma audiência pública com representantes do índios do Xingu, fato que marcaria seu posicionamento em relação à obra.
Mais tarde, o processo provocou o embate da ex-ministra do Meio Ambiente, Marina Silva, com a então ministra da Casa Civil, Dilma Rousseff.
As mobilizações populares e de ambientalistas, que há décadas realizam ações de resistência contra a usina, conseguiram repercussão internacional com a proximidade do leilão. No dia 12 de abril de 2010, o diretor James Cameron e os atores Sigourney Weaver e Joel David Moore participaram de um ato público contra a obra.

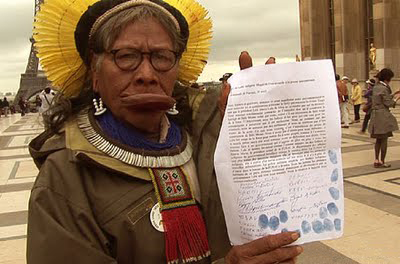
O cacique Raoni com a petição dele contra a represa.

No dia 20 de abril de 2010, o Greenpeace, em protesto, despejou um caminhão de esterco bovino na entrada da Aneel. Os manifestantes, com máscaras e acorrentados, empunharam bandeiras com frases como "O Brasil precisa de energia, não de Belo Monte". No mesmo dia, cerca de 500 manifestantes também manifestaram indignação com a obra e também na Transamazônica. e Sítio Pimental, onde será construída a barragem de Belo Monte.
Em maio de 2010, foi lançado, em Paris, o livro Memórias de Um Chefe Indígena, de autoria do cacique Raoni, com prefácio de Jacques Chirac. Na ocasião, o cacique Raoni foi recebido pelo presidente Nicolas Sarkozy e, em entrevista à RFI, ameaçou matar todos os brancos que construíssem as barragens. A ocasião também mostrou como autoridades francesas são contrárias à construção da barragem.
No dia 13 de janeiro de 2011, o então presidente do Ibama, Abelardo Bayma, deixou o cargo alegando questões pessoais, mas outra versão aponta que a pressão do governo para a concessão da licença com afrouxamentos seja o verdadeiro motivo. Treze dias depois, o Ibama concedeu a licença para o início das obras em Belo Monte e Pimental.
Em abril de 2011, a Comissão Interamericana de Direitos Humanos (CIDH) pediu a suspensão da obra a fim de garantir os direitos dos índios, após várias comunidades tradicionais encaminharem denúncias à OEA.
Em 1 de junho de 2011, o Ibama voltou a reafirmar a emissão da concessão ambiental, dada a rejeição de vinte associações e sociedades científicas por meio de uma carta remetida à presidente Dilma, um abaixo-assinado com quinhentos mil assinaturas, além das assinaladas por ecologistas e indígenas e, principalmente, pela Justiça Federal do Pará ter cassado a licença anterior, embora, em seguida, o governo tenha derrubado a liminar. Ainda assim, o Ministério Público Federal ressaltou que o consórcio não garantiu o cumprimento das exigências de saneamento e navegabilidade, ou seja, garantia de que não ocorrerão a seca de uma área do rio habitada por 20 mil índios e a eutrofização de alguns trechos do Rio Xingu.
Em 2 de junho de 2011, a Anistia Internacional também pediu a suspensão do projeto de construção pelos mesmos motivos que a CIDH, pedido também encaminhado, no dia seguinte, ao Conselho de Direitos Humanos da ONU pela Justiça Global, Sociedade Paraense de Defesa dos Direitos Humanos (SDDH) e Conectas Direitos Humanos.
Em 17 de outubro de 2011, foi julgado no Tribunal Regional Federal da 1º Região, em Brasília, a ação cível pública que trata das oitivas indígenas, ou seja, o direito dos povos indígenas serem consultados pelo Congresso Nacional antes do início das obras. Na ocasião, a desembargadora Selene Maria de Almeida tentou invalidar o Decreto Legislativo nº 788/2005 do Congresso Nacional, que autorizou a construção da usina, e portanto a continuidade da construção da hidrelétrica. Todavia, quase um mês depois, a desembargadora Maria do Carmo Cardoso seguiu o voto do desembargador Fagundes de Deus - responsável pelo acórdão final - e votaram a favor do decreto. Fagundes de Deus apresentou como justificativas os argumentos de que a área indígena não será diretamente afetada e que os indígenas poderão ser ouvidos durante o processo de licenciamento.
Em 26 de outubro, aconteceu em Washington (EUA) uma audiência convocada pela Comissão Interamericana de Direitos Humanos (CIDH) sobre um suposto descumprimento de medidas cautelares que visam a proteção das populações indígenas do Xingu. As denúncias haviam sido encaminhadas em novembro de 2010 por entidades ligadas aos direitos dos índios.
O Governo Federal, convocado, não compareceu ao alegar não ter uma representação definitiva do Brasil na OEA. Já em Altamira, nesse mesmo dia, cerca de 600 pessoas, entre eles indígenas, pescadores e ribeirinhos, ocuparam o canteiro de obras da hidrelétrica e interditaram um trecho da rodovia Transamazônica. A ocupação terminou no final da noite do mesmo dia após uma liminar de reintegração de posse ser expedida e entregue por um oficial de justiça com a presença da Polícia Militar.

#### Avaliação
Segundo a professora da UFPA Janice Muriel Cunha os impactos sobre a ictiofauna não foram esclarecidos ao não contemplar todas as espécies do Rio Xingu.
Outro professor da UFPA e doutor em ecologia, Hermes Fonsêca Medeiros, defende que a obra geraria milhares de empregos, mas, ao final dela, restariam apenas 900 postos de trabalho, o que levaria a população que se instalou na região ao envolvimento com o desmatamento, pois não há vocações econômicas desenvolvidas na região. A hidrelétrica irá, segundo ele, atingir trinta terras indígenas e doze unidades de conservação. Outro detalhe, segundo o professor universitário, é que a hidrelétrica precisaria de outro Rio Xingu para produzir o ano todo. O bispo austríaco Erwin Kräutler, que há 45 anos atua na região considera o empreendimento um risco para os povos indígenas, visto que poderá faltar água ao desviar o curso para alimentar as barragens e mover as turbinas, além de retirar os índios do ambiente de origem e de inchar abruptamente a cidade de Altamira que pode ter a população duplicada com a hidrelétrica. Segundo o bispo, os problemas em Balbina e Tucuruí, que a princípio seriam considerados investimentos para as populações do entorno, não foram superados e servem de experiência para Belo Monte, já que os investimentos infraestruturais ou a exploração do ecoturismo - "no território mais indígena do Brasil" - poderiam acontecer sem a inserção e ampliação da hidrelétrica.
Os  procuradores da República defendem que a construção da usina deveria ter sido aprovada por meio de lei federal, visto que a obra está em área indígena, especificamente em terras de Paquiçamba e Arara da Volta Grande, mas a Advocacia-Geral da União refuta esta  possibilidade. Em 18 de agosto de 2011, o Ministério Público Federal no Pará entrou com uma nova ação pedindo suspensão da obra alegando invasão de terras dos juruna e arara, respectivamente. Caso a obra não seja suspensa, o MPF pede  na ação que a Nesa indenize os índios.
Já o empresário  Vilmar Soares, que vive em Altamira há 29 anos, acredita que a usina irá melhorar a qualidade de vida de Altamira, com o remanejamento da população das palafitas - área que será inundada - para moradias bem estruturadas em Vitória do Xingu, e que a usina maior seria acompanhada de outros investimentos, como geração de empregos, energia elétrica para a população rural (a maior parte da energia de de Altamira vem do diesel) e a pavimentação da Transamazônica que impulsionaria a destinação do cacau produzido na região.
Os defensores da obra, formados por empresários, políticos e moradores das cidades envolvidas pelo projeto, estimam que cerca de R$ 500 milhões sustentam o plano de desenvolvimento regional que estaria garantido com a usina. Essa injeção de recursos seria aplicada em geração de empregos, educação, desenvolvimento da agricultura e atração de indústrias. Acredita-se também que o empreendimento atrairá novos investidores para a região, considerada a única forma de alavancar o desenvolvimento de uma região carente de investimentos.
O presidente da Empresa de Pesquisa Energética, Maurício Tolmasquim, afirma que Belo Monte, um investimento equivalente a 19 vezes ao orçamento do Pará em 2010, será a salvação para a região e que as opiniões contrárias são preconceituosas, pois, segundo ele, a atual proposta envolve um terço da área original que seria alagada. O consumo de energia elétrica tende a aumentar e os investimentos com Belo Monte, segundo ele, serão necessários.
No entanto, outros defendem que estas perspectivas de demanda de desenvolvimento, geração de empregos e atração de investimentos para a região confrontam com o já existente estilo de vida viável e sustentável dos habitantes da região, baseado em sistemas agroflorestais e na exploração de recursos naturais. O deslocamento de uma comunidade de sua área de origem, cultura e meio de vida, como já observado em outros casos de deslocamento compulsório por hidrelétricas,  podem não ser indenizáveis por programas de apoio ou dinheiro.

O físico, professor emérito da Universidade Estadual de Campinas e membro do conselho editorial do jornal Folha de S.Paulo,  Rogério Cézar de Cerqueira Leite, disse que milhares de espécimes vão sucumbir, mas, em compensação, 20 milhões de brasileiros terão energia elétrica garantida.
O ex-ministro da Agricultura e coordenador do Centro de Agronegócio da Escola de Economia de São Paulo da Fundação Getúlio Vargas (FGV), Roberto Rodrigues, defende que o Brasil desperdiça, anualmente, o equivalente a três usinas de Belo Monte ao não utilizar o bagaço e a palha da cana-de-açúcar.

### Impactos sociais
Em fevereiro de 2013, foi descoberto em Altamira um esquema de tráfico de mulheres, incluindo menores de idade, que eram mantidas em cárcere privado em uma boate localizada próxima a um dos canteiros de obras da Usina de Belo Monte. Quatro mulheres e uma travesti foram libertadas. Em uma segunda operação policial no mesmo mês, mais doze mulheres foram resgatadas de situação considerada de escravidão sexual em outros cinco prostíbulos da cidade. Todas as pessoas libertadas haviam sido aliciadas nos três estados da região Sul do Brasil, com promessas de ganhos altos para trabalharem perto da Usina Hidrelétrica de Belo Monte.
O tráfico de drogas também aumentou na região. Entre 2011 e 2012, a polícia apreendeu uma quantidade doze vezes maior de cocaína e nove vezes maior de crack na cidade de Altamira, que é a mais afetada pelas obras de instalação da usina. Para a polícia local, o aumento da população da cidade a partir do início das obras tem relação direta com o crescimento do tráfico de drogas e da prostituição. Nos anos de 2011 e 2012, a população aumentou em 46 mil habitantes, dos quais 16 mil são contratados e outros quatro mil são subcontratados do Consórcio Construtor Belo Monte (CCBM).
Em julho de 2019, um confronto entre facções provocou a morte de 62 detentos no presídio de Altamira. Em novembro de 2019, foi entregue um novo presídio em Vitória do Xingu, após seis anos em obras, com objetivo de evitar a superlotação do presídio de Altamira.
Como o acionamento da última turbina em novembro de 2019, foi adotado o chamado "hidrograma de consenso". Como o rio Xingu foi desviado para os dois reservatórios da usina, o hidrograma estabeleceu valores mínimos de água a ser liberada para a região conhecida como Volta Grande do Xingu, que passou a ser um “trecho de vazão reduzida”. O hidrograma  entrou em testes a partir de janeiro de 2020 (com duração de seis anos), e foi criticado por ambientalistas e populações ribeirinhas, pois esta vazão não é mais a natural do rio, mas artificialmente liberada pela concessionária de energia. Segundo especialistas, a quantidade de água seria insuficiente para os ciclos biológicos da fauna aquática e as condições de vida da população ribeirinha, com redução de peixes e navegabilidade.
Em novembro de 2019, a concessionária Norte Energia solicitou autorização à ANEEL (Agência Nacional de Energia Elétrica) para construir usinas térmicas na região, com o objetivo de complementar a geração de energia.